# Laurentian Bank of Canada
Die Laurentian Bank of Canada (LBC, französisch Banque Laurentienne) ist eine kanadische Bank. Das Unternehmen mit Hauptsitz in Montreal, Québec beschäftigt rund 4.200 Mitarbeiter. Die Bank verfügt über 155 Filialen, 38 Commercial Centres und 16 Brokerage Centres. Ihre Aktien sind an der Toronto Stock Exchange gelistet.

## Geschichte
Die Bank wurde am 26. Mai 1846 unter der Bezeichnung Banque d'Épargne de la Cité et du District de Montréal (Sparkasse der Stadt und des Bezirks Montreal) durch Bischof Ignace Bourget und einer Gruppe von 15 prominenten Persönlichkeiten aus Montreal gegründet. Hinzu kamen 60 Ehrendirektoren, unter ihnen Louis-Hippolyte La Fontaine, Louis-Joseph Papineau und George-Étienne Cartier. Das neue Institut sollte es der Arbeiterklasse ermöglichen, Ersparnisse zu bilden und Kredite zu erhalten. 1871 wandelte sich die genossenschaftlich organisierte Bank in eine Aktiengesellschaft und bezog ihren neuen Hauptsitz an der Rue Saint-Jacques. 1946, im Jahr ihres hundertjährigen Bestehens, zählte die Bank 341.000 Kunden (überwiegend in der Stadt Montreal).
Ab 1965 wurden die Aktien der Bank an der Montrealer Börse, ab 1983 an der Toronto Stock Exchange gehandelt. 1972 war sie das erste kanadische Finanzinstitut, das sämtliche Filialen mit einem zentralen Computersystem verband. Nach einer Reform der Bankengesetze eröffnete sie 1975 in Granby die erste Filiale außerhalb der Region Montreal. Im darauf folgenden Jahr überstieg die Bilanzsumme erstmals den Wert von 1 Milliarde Kanadischer Dollar. 1981 folgte die Eröffnung einer Filiale in Ottawa, der ersten außerhalb der Provinz Québec. Nachdem das Unternehmen 1987 seinen heutigen Namen angenommen hatte, bezog es ein Jahr später den heutigen Hauptsitz an der Avenue McGill College. Durch die Fusion mit dem Eaton Trust war die Bank ab 1988 auch in Toronto, Edmonton, Calgary und Vancouver präsent. In den frühen 1990er Jahren übernahm die Laurentian Bank mehrere kleinere Finanzunternehmen. Dazu gehörten La Financière Coopérants, Compagnie de fiducie Guardian, General Trust Corporation, BLC Rousseau, Compagnie Trust Prenor du Canada und North American Trust. 2003 wurden die meisten Filialen außerhalb Québecs an die Toronto-Dominion Bank verkauft.

## Unternehmensbereiche
- Privatkundenbanking und Kreditkarten
- Baukredite und Verbraucherkredite
- Unternehmensfinanzierung
- Finanzierung für öffentliche Einrichtungen
- Wertpapierhandel

## Mitgliedschaften
Die LBC ist Mitglied der Canadian Bankers Association (CBA) und registriertes Mitglied der Canada Deposit Insurance Corporation (CDIC), der kanadischen Einlagensicherungsagentur sowie Mitglied von Interac.